# Watch Dogs: Legion
Watch Dogs: Legion, typographié WATCH DOGS LΞGION (trad. litt. : « Les chiens de garde : Légion »), est un jeu vidéo d'action-aventure et d'infiltration développé par le studio d'Ubisoft Toronto, en coproduction avec Ubisoft Montréal, Ubisoft Paris, Ubisoft Bucarest et Ubisoft Kiev, et édité par Ubisoft. Suite de Watch Dogs 2 sorti en 2016, le jeu est officialisé au cours de l'E3 2019 et annoncé le 12 juillet 2020 lors de la conférence Ubisoft Forward pour le 29 octobre 2020 sur PlayStation 4, Xbox One, Microsoft Windows et Stadia. Le jeu sort également sur PlayStation 5 et Xbox Series au moment de leur sortie respective les 12 et 10 novembre 2020.

## Trame
Avec Watch Dogs: Legion, le joueur quitte les États-Unis présent dans les deux premiers épisodes et direction Londres. Alors que l'ancien espion Dalton Wolf, devenu membre de Dedsec, tente de désamorcer une bombe dans les sous-sols des Maisons du Parlement, il découvre que plusieurs autres bombes ont été placées dans des endroits stratégiques de la ville. Sur place, les autres membres de Dedsec, dont Sabine Brandt, s'y rendent mais sont attaqués par un groupe d'hommes en noir. Dalton n'a guère de chance puisqu'il se fait tuer par un de ces hommes en noir qui lui annonce : "Zero Day commence maintenant !" À la suite de l'explosion des bombes restantes, le gouvernement démissionne et Nigel Cass, chef du groupe paramilitaire Albion prend le pouvoir. Il jure de décimer tous les membres de Dedsec qu'il accuse d'être à l'origine des attentats. La presse et certains londoniens le suivent. Dedsec est aux abois. Sabine, qui a survécu à l'attaque et aidée par Bagley, une intelligence artificielle sarcastique, cherche de nouveaux alliés pour poursuivre le combat et prouver leur innocence. 

## Système de jeu
La particularité de Watch Dogs: Legion est que l'intrigue ne repose pas sur un personnage principal prédéfini. En effet, le joueur peut incarner chaque londonien présent dans l'univers du jeu en le recrutant. Chaque personnage dispose de points forts (infiltration, hacking, combat, etc.) et parfois de handicaps. Certains personnages rejoignent facilement l'équipe du joueur tandis que d'autres doivent être convaincus en effectuant une mission.

## Développement
Le 6 juillet 2021 sort une extension du jeu appelée Watch Dogs : Legion - Bloodline. Elle contient différents ajouts dont une nouvelle trame narrative centrée sur Aiden Pearce, le personnage principal du premier opus de la série. 
Le 21 janvier 2022, Ubisoft annonce que Watch Dogs Legion n'aura plus de mise à jour, la 5.6 déployée en septembre 2021 étant la dernière.  

## Doublage

### Voix françaises
- Fabrice Trojani : Nathaniel / voix additionnelles
- Hervé Grull : voix additionnelles
- Véronique Augereau : Emma Child
- Sébastien Desjours : Bagley
- Caroline Victoria : Harriet et voix additionnelles
- Camille Donda : Lauren, Sharon Underwood et divers personnages féminins
- Guillaume Lebon : Colin
- Jean-Baptiste Anoumon : Hamish Bolaji
- Barbara Beretta : Skye Larsen + (DLC Bloodline)
- Audrey Sourdive : Sabine Brandt
- Marie Vincent : Mary Kelley (Clan Kelley)
- Josiane Pinson : Mary Kelley
- Xavier Fagnon : Nigel Cass
- Jérémy Prévost : Richard Malik et voix additionnelles
- Stéphane Ronchewski : Dalton Wolfe
- Rafaèle Moutier : divers personnages féminins
- Boris Rehlinger : divers personnages masculins
- Alexandre Gillet : divers personnages masculins
- Loïc Houdré : divers personnages masculins
- Sophie Arthuys : divers personnages féminins
- Isabelle Leprince : divers personnages féminins
- Bruno Magne : divers personnages masculins
- Jim Redler : divers personnages masculins
- Mark Lesser : divers personnages masculins
- Donald Reignoux : Thomas Rempart (DLC Bloodline)
- Jean-Pierre Michaël : Aiden Pearce (DLC Bloodline)
- Adrien Larmande : Wrench (DLC Bloodline)
- Julien Kramer : Jordi Chin (DLC Bloodline)
- Yoann Sover : voix-off à la radio
- Cyrille Monge : le Cafardeur

## Réception
Watch Dogs: Legion reçoit à sa sortie un accueil généralement favorable, l'agrégateur Metacritic lui donnant 75/100, 73/100 et 76/100 sur PC, PlayStation 4 et Xbox One respectivement,,.